# 178256 Juanmi
178256 Juanmi è un asteroide della fascia principale. Scoperto nel 2007, presenta un'orbita caratterizzata da un semiasse maggiore pari a 2,8103812 UA e da un'eccentricità di 0,0417173, inclinata di 4,66434° rispetto all'eclittica.